# Затискач для грошей

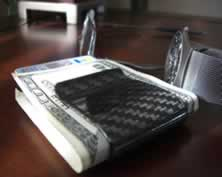
Затискач для паперових грошей.

Затискач для грошей або манікліп (від англ. money clip) — аксесуар, який призначений для зберігання і носіння паперових грошей. Затискач для грошей використовується як альтернатива гаманцю та традиційно є чоловічим аксесуаром.
Перші затискачі для грошей з'явилися в 1950-х — 1960-х роках XX століття. Вважалося, що затискач для грошей говорить про фінансове благополуччя його власника, а також про його високий соціальний статус. На сьогодні затискач для грошей вважається престижним аксесуаром, часто використовується для подарунків або рекламних презентів. Однак, в Західній і Центральній Європі, де відкрито носити гроші вважається непристойним, поширення не отримав.

## Різновиди

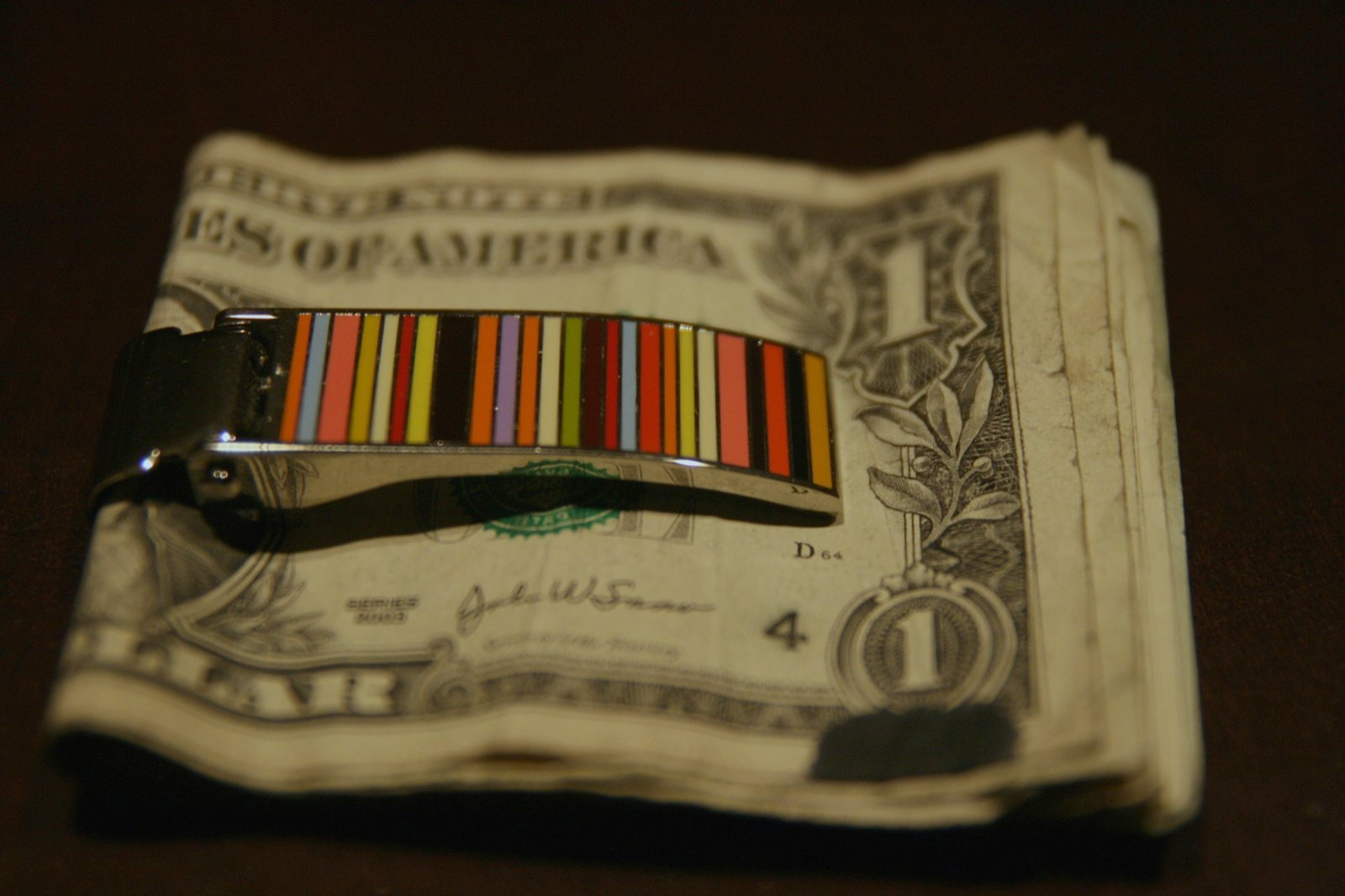
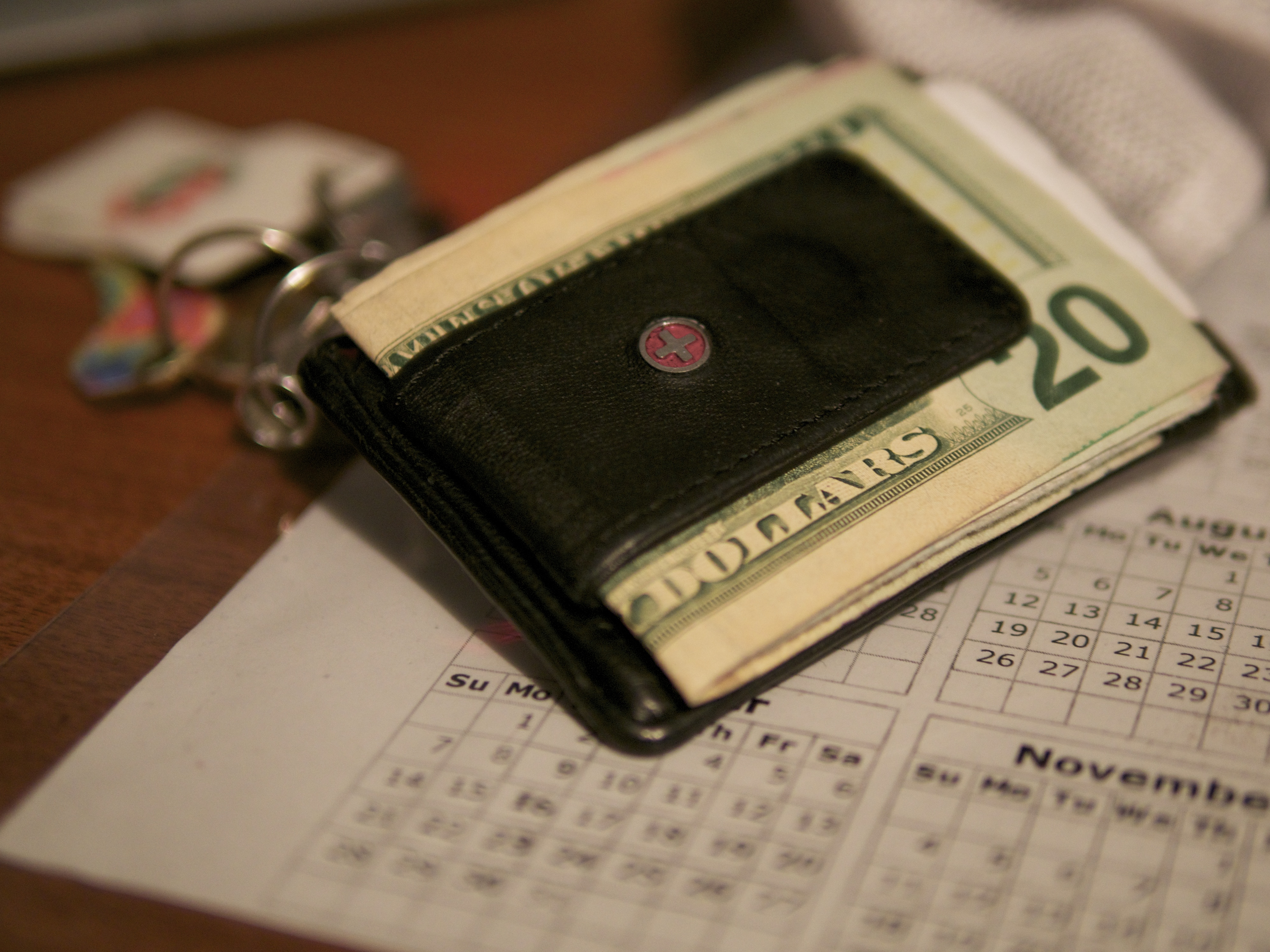
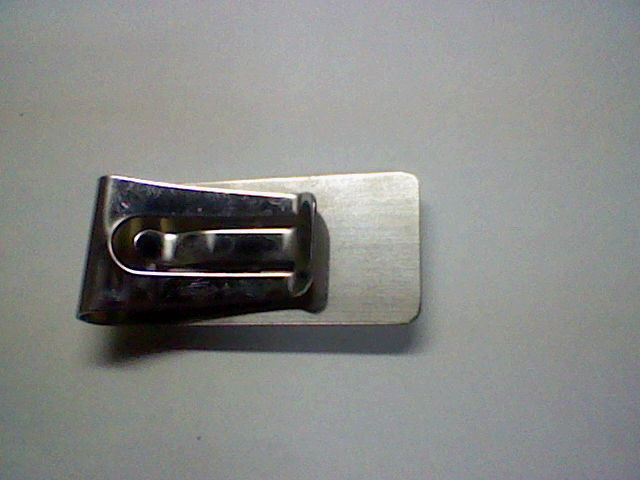
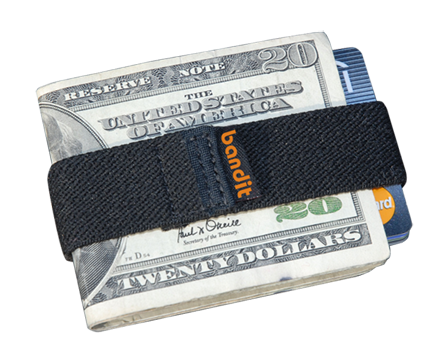
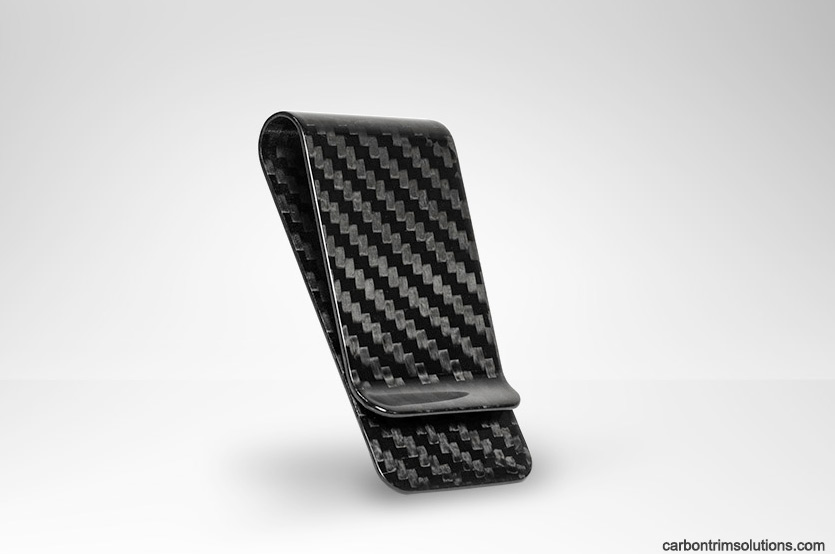

Затискачі для грошей класифікують, зазвичай, за двома ознаками:
- Залежно від матеріалу, з якого зроблений затискач;
- За формою.

Залежно від матеріалу, з якого виготовлений затиск, вони поділяються на металеві і шкіряні.
Металеві затискачі можуть виготовлятися із золота, срібла, платини, ювелірного алюмінію, родію, паладію, високоеластичної сталі. При виготовленні затискача часто поєднують два-три різних матеріалу. Для прикраси на металеві затиски наносяться різноманітні гравіювання, тиснення, інкрустацію дорогоцінним або напівдорогоцінним камінням. Металеві затискачі, зазвичай, являють собою кліпсу або прищіпку. За формою металеві затискачі досить різноманітні: вони можуть варіюватися від класичних прямокутних кліпс до прищіпок у вигляді різних знаків і символів (наприклад, знак долара, символи знаків Зодіаку, емблеми марок автомобілів, зброї).
Шкіряні затискачі для грошей виготовляються у вигляді невеликої книжки, яка за формою нагадує гаманець, в якій є спеціальний тримач, що фіксує грошові купюри. Шкіряні затискачі, зазвичай, мають відділення для візиток і кредитних карток. Також як затискач для грошей часто використовується кишеньковий ніж невеликого розміру, званий манікліпом.
Дизайнерські рішення. Затискачі для грошей.